# Емельянов, Артём Олегович
Емельянов Артём Олегович (род. 20 августа 1990 года, Смоленск, Россия) — российский кинооператор, который номинировался на премию Европейской Федерации кинооператоров (IMAGO). Сотрудничал с Кантемиром Балаговым, Иваном И. Твердовским, Андреем Прошкиным, Ренатой Литвиновой, Натальей Мещаниновой и другими российскими кинорежиссёрами.

## Биография
Артём Емельянов родился 20 августа 1990 года в городе Смоленске. В 2014 году окончил операторскую мастерскую Дмитрия Долинина в Санкт-Петербургском государственном институте кино и телевидения. Дипломной работой стал короткометражный фильм «Армия» ученика мастерской Александра Сокурова Олега Хамокова. Картина получила приз за «остроту психологического портрета на фестивале» «ПИТЕРКиТ 2015».
Позже Емельянов снял короткометражный фильм «Мой брат Бэтмен» режиссёра Татьяны Рахмановой, который в 2015 году вошел в конкурсные программы сочинского кинофестиваля «Кинотавр» и Московского международного кинофестиваля.
Дебютной полнометражной картиной стала «Теснота» Кантемира Балагова.
Премьера состоялась в 2017 году в программе «Особый взгляд» на 70-м Каннском кинофестивале. Фильм получил приз ФИПРЕССИ, а операторскую работу высоко оценили российские и западные кинокритики. Издание «Афиша Daily» добавило Емельянова в список кинооператоров нового российского кино, за которыми стоит следить.
В 2019 году Емельянова номинировали на премию Европейской Федерации кинооператоров (IMAGO) как лучшего молодого оператора-поставщика.
Вторым полнометражным проектом стал фильм «Воскресенье» режиссёра Светланы Проскуриной. В 2019 году картина вошла в конкурсную программу Московского международного кинофестиваля. Кинокритик и редактор сайта «Искусство кино» Зинаида Пронченко включила «Воскресенье» в список лучших российских фильмов десятилетия.

В 2020 году состоялась премьера драмы «Шум» режиссёра Даниэллы Рыбкьян. Кинокритик Катя Загвоздкина назвала картину «настоящим открытием» фестиваля ММКФ-2020, где проходил дебютный показ. 
«Это залитое неоном, снятое крупными планами (оператор — Артем Емельянов) кино с молодыми артистами, раньше нигде не снимавшимися, — новая искренность, которая поражает, заставляет опешить, бьет по голове», Катя Загвоздкина.
В 2021 году режиссёр и актриса Рената Литвинова пригласила Емельянова снять короткометражный промо-ролик для модного дома Gucci «Скромное обаяние волшебников».

## Сериалы
В фильмографии оператора также есть сериалы.

Среди них постапокалиптический психологический триллер «Выжившие» режиссёра Андрея Прошкина, а также дебютный сериал Ивана. И. Твердовского «Люся» про умную голосовую колонку.
Ничего кроме радостных открытий на площадке я не испытывал. Артем оказался замечательным товарищем и художественным оператором, пытающимся в любых условиях добиться результата. Благодаря Артему у нашей картины есть свой киноязык. — Андрей Прошкин
Из грядущих проектов Емельянова — фильмы «Наводнение» и «Кликушество» Ивана. И. Твердовского, «Один маленький ночной секрет» Натальи Мещаниновой, а также «Фрау» Любови Мульменко.
Кроме кино Емельянов увлекается фотографией. Его фотопроекты публиковались в популярных англоязычных изданиях The Calvert Journal, Vogue UK и i-D. Также он снял обложку первого российского журнала о дрэг-культуре Dragzina.

## Фильмография
- 2014 — Армия (к/м)
- 2015 — Мой брат Бэтмен (к/м)
- 2017 — Теснота
- 2018 — Мост (сериал)
- 2019 — Воскресенье
- 2020 — Шум
- 2021 — Выжившие (сериал)
- 2021 — Скромное обаяние волшебников (к/м)
- 2022 — Люся (сериал)
- 2022 — Велга
- 2022 — Наводнение
- 2023 — Кликушество
- 2023 — Один маленький ночной секрет
- 2023 — Фрау
- 2024 — Подростки. Первая любовь
- 2024 — Руки Анны (в производстве)